# Amal Clooney

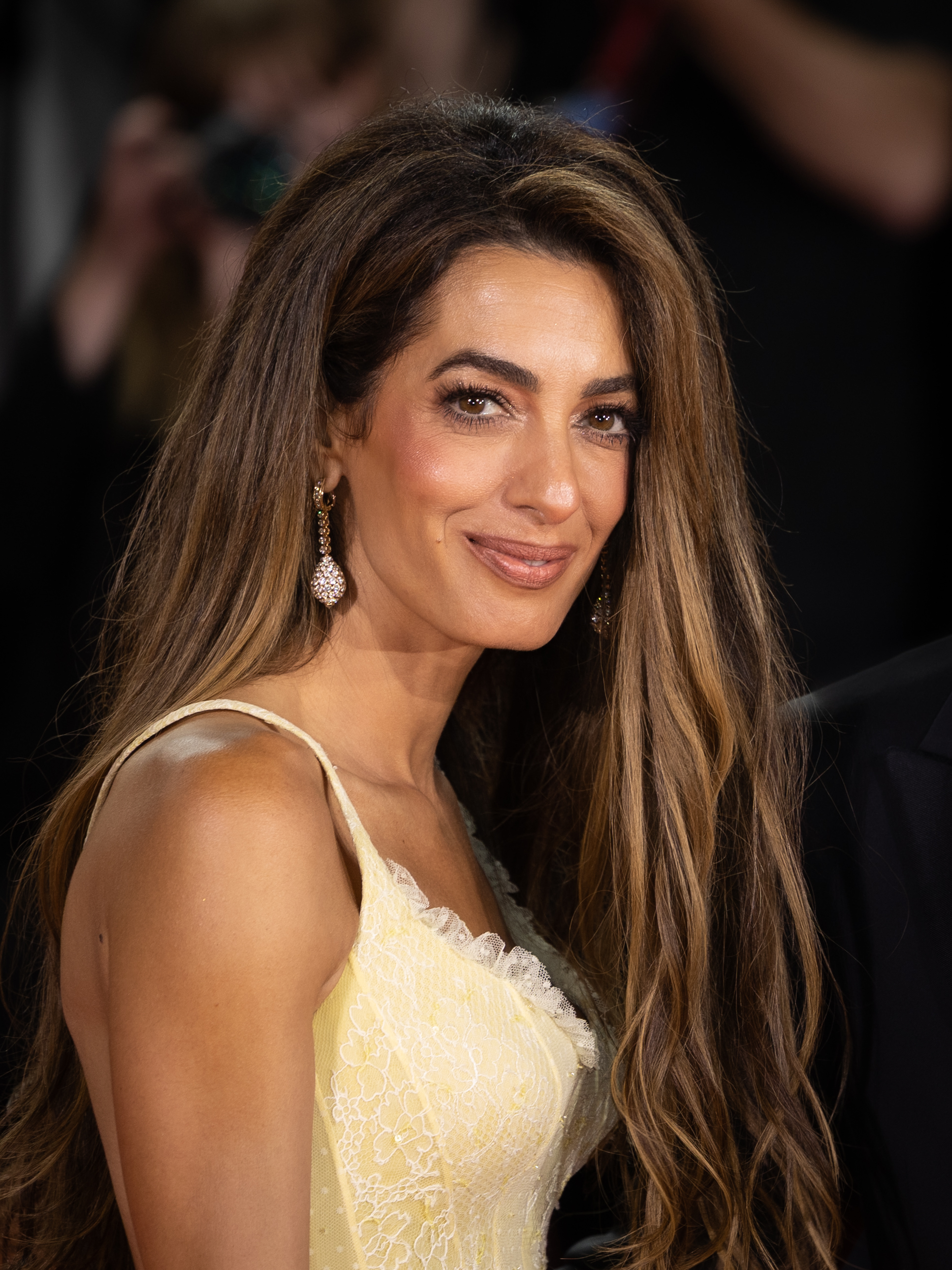
Amal Clooney (2024)

Amal Ramzi Clooney (* 3. Februar 1978 in Beirut, Libanon) ist eine britisch-libanesische Juristin.

## Leben und Karriere
Amal Clooney wurde 1978 in Beirut als Amal Alamuddin (arabisch أمل علم الدين, DMG Amal ʿAlam ad-Dīn) geboren. Sie hat drei jüngere Geschwister. In den 1980er Jahren verließen ihre Eltern mit ihr während des libanesischen Bürgerkrieges den Libanon und zogen nach London. Ihre Mutter Baria Alamuddin arbeitet als Auslandskorrespondentin für die Zeitung Al Hayat. Ihr Vater Ramzi Alamuddin kehrte 1991 in den Libanon zurück. Er lehrte Wirtschaftswissenschaften an der American University of Beirut.
Clooney schloss ihr Studium der Rechtswissenschaft am St Hugh’s College in Oxford mit dem Bachelor of Laws ab und erwarb einen Master of Laws an der NYU School of Law in New York. Nach ihrem Studienabschluss war sie einige Jahre in der Kanzlei Sullivan & Cromwell in New York tätig. Anschließend arbeitete sie am Internationalen Gerichtshof in Den Haag, im Büro des Chefanklägers beim Sondertribunal für den Libanon und beim Internationalen Strafgerichtshof für das ehemalige Jugoslawien. 
Seit 2010 ist sie als Rechtsanwältin in der Kanzlei Doughty Street Chambers in London beschäftigt. Sie ist spezialisiert auf Internationales Recht, Menschenrechte sowie Auslieferungs- und Strafrecht. Zu ihren Mandanten gehörten unter anderem Julian Assange, Mitbegründer der Plattform Wikileaks, Julija Tymoschenko, ehemalige Ministerpräsidentin der Ukraine, und Nadia Murad, jesidische „UN-Botschafterin des Friedens für die Würde der Opfer von Menschenhandel“ und Friedensnobelpreisträgerin. Daneben ist Clooney als Beraterin für Regierungen und die Vereinten Nationen tätig.

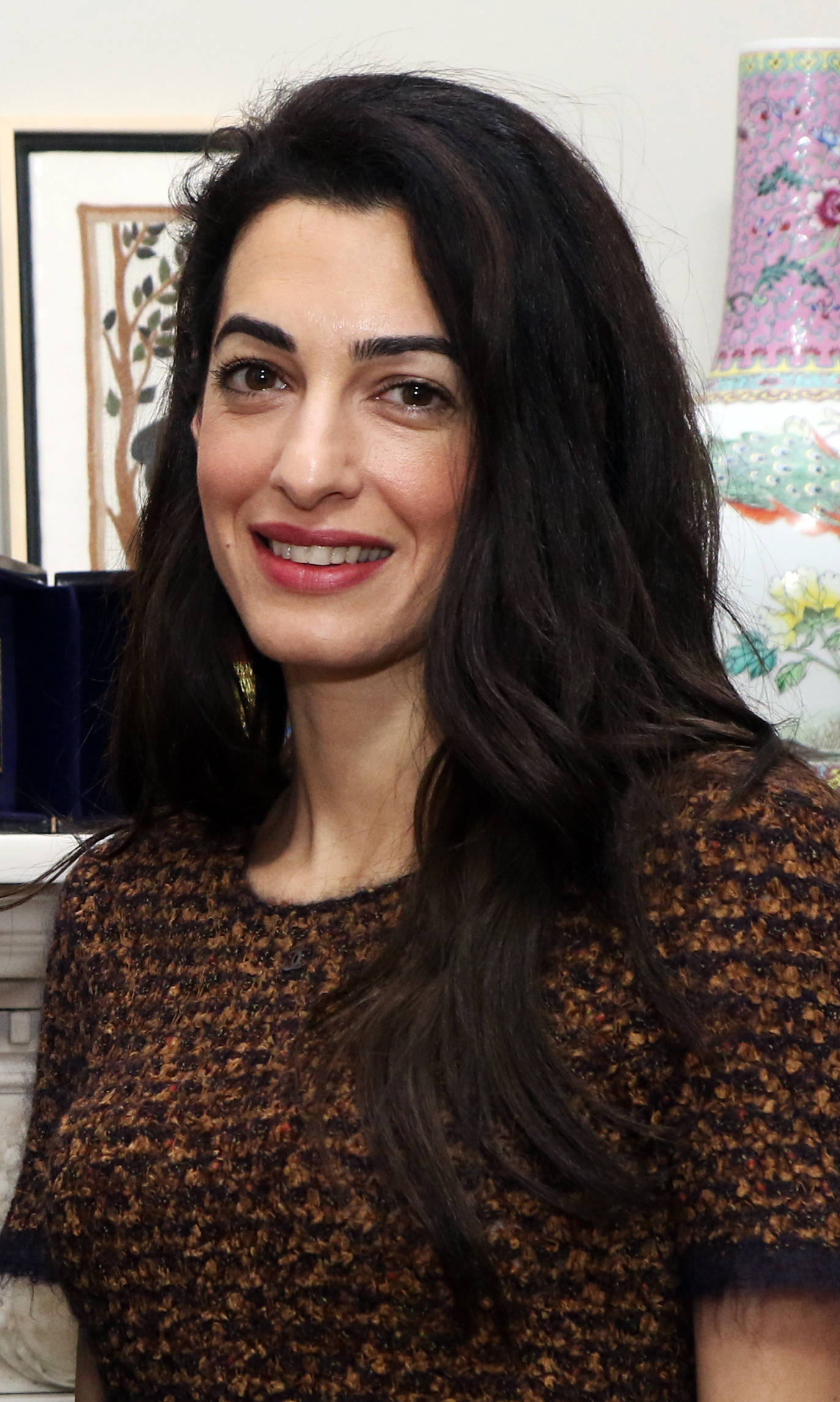
Amal Clooney (2018)

Im Oktober 2014 wurde bekannt, dass sie die griechische Regierung dabei vertritt, die Elgin Marbles aus dem British Museum zurück nach Griechenland zu holen. Im Mai 2015 gab die griechische Regierung bekannt, die Rückgabe der Elgin Marbles nicht vor einem Gericht erstreiten zu wollen. Vorausgegangen war ein Rechtsgutachten mit dem Ergebnis, dass die Chancen, einen Prozess zu gewinnen, praktisch aussichtslos seien.
Amal Clooney spricht Arabisch, Englisch und Französisch. 
Seit dem 27. September 2014 ist sie mit dem Schauspieler George Clooney verheiratet. Sie nahm den Nachnamen ihres Mannes an. Im Juni 2017 bekam Amal Clooney Zwillinge, einen Jungen und ein Mädchen. Amal Clooney gehört der Religionsgemeinschaft der Drusen an.
Im September 2021 ernannte der Internationale Strafgerichtshof (IStGH) Amal Clooney zur Sonderberaterin für den Darfur-Konflikt im Sudan. Beim IStGH gehörte sie auch dem Gremium an, das dem Chefankläger des IStGH, Karim Ahmad Khan, im Jahr 2024 empfahl, aufgrund des Verdachts auf Kriegsverbrechen und Verbrechen gegen die Menschlichkeit im Krieg in Israel und Gaza Haftbefehle gegen den israelischen Premierminister Benjamin Netanyahu, den israelischen Verteidigungsminister Joaw Galant und gegen drei Anführer der Hamas (Yahya Sinwar, Mohammed Deif, Ismail Haniyya) zu beantragen.

## Schriften
- Amal Alamuddin, Nidal Nabil Jurdi, David Tolbert: The Special Tribunal for Lebanon: Law and Practice. Oxford University Press, Oxford 2014, ISBN 978-0-19-968745-9.